# Xymene huttoni
Xymene huttoni es una especie de molusco gasterópodo de la familia Muricidae. 

## Distribución geográfica
Se encuentra en Nueva Zelanda